# Rhypopteryx pachytaenia
Rhypopteryx pachytaenia är en fjärilsart som beskrevs av Erich Martin Hering 1926. Rhypopteryx pachytaenia ingår i släktet Rhypopteryx och familjen tofsspinnare. Inga underarter finns listade.